# Ellen Thesleff
Ellen Thesleff (Helsinki, 5 de octubre de 1869-12 de enero de 1954) fue una pintora expresionista finlandesa, considerada como una de los pintores modernistas finlandeses principales.
Thesleff nació en Helsinki. Era la hija mayor de cinco hermanos y su padre era un pintor aficionado. Tomó primero clases particulares y más tarde, en 1887, estudió durante dos años en la Finnish Art Society Drawing School (ahora conocida como la Academia Finlandesa de Bellas Artes) con Gunnar Berndtson. En 1891, Tesleff se mudó a París y se matriculó en la Académie Colarossi.
Thesleff pasó su vida entre Finlandia, Francia, e Italia, visitando Italia por primera vez en 1894. En Finlandia, poseía una propiedad familiar en Murole, Ruovesi. Ella nunca se casó. Thesleff participó en muchas de las exposiciones principales del siglo XX, en particular, en 1949 sus pinturas fueron expuestas en una magna exposición de arte nórdico en Copenhague y fueron muy alabadas por los media.
A principios de su carrera, Thesleff trabajó en pintura simbolista en un estilo similar a Eugène Carrière, aunque ella insistía en que había recibido mayor influencia de Édouard Manet. Más tarde giró hacia el expresionismo y modernismo, principalmente en paisajes.